# Ronei Gebing
Ronei Gebing (Três Passos, 22 febbraio 1998) è un calciatore brasiliano, centrocampista del Caxias.

## Caratteristiche tecniche
È un mediano.

## Carriera
Cresciuto nel settore giovanile della Chapecoense, debutta in prima squadra il 10 febbraio 2017 in occasione dell'incontro di Copa Sul-Minas-Rio perso 2-0 contro il Cruzeiro.

## Statistiche
Statistiche aggiornate al 4 luglio 2021.

### Presenze e reti nei club
| Stagione        | Squadra         | Campionato      | Campionato | Campionato | Coppe nazionali | Coppe nazionali | Coppe nazionali | Coppe continentali | Coppe continentali | Coppe continentali | Altre coppe | Altre coppe | Altre coppe | Totale | Totale | Totale |
| Stagione        | Squadra         | Comp            | Pres       | Reti       | Comp            | Pres            | Reti            | Comp               | Pres               | Reti               | Comp        | Pres        | Reti        | Pres   | Reti   |        |
| --------------- | --------------- | --------------- | ---------- | ---------- | --------------- | --------------- | --------------- | ------------------ | ------------------ | ------------------ | ----------- | ----------- | ----------- | ------ | ------ | ------ |
| 2017            | Chapecoense     | PD/SC+A         | 0          | 0          | CB              | 0               | 0               |                    | -                  | -                  | PL          | 1           | 0           | 1      | 0      |        |
| 2019            | Chapecoense     | PD/SC+A         | 1+1        | 0          | CB              | 0               | 0               |                    | -                  | -                  |             | -           | -           | 2      | 0      |        |
| 2020            | Chapecoense     | PD/SC+B         | 9+23       | 0          | CB              | 0               | 0               |                    | -                  | -                  |             | -           | -           | 32     | 0      |        |
| 2021            | Chapecoense     | PD/SC+A         | 12+5       | 1+0        | CB              | 2               | 0               |                    | -                  | -                  |             | -           | -           | 19     | 1      |        |
| Totale carriera | Totale carriera | Totale carriera | 50         | 1          |                 | 2               | 0               |                    | -                  | -                  |             | 1           | 0           | 53     | 1      |        |

## Palmarès

### Club

#### Competizioni statali
- Campionato Catarinense: 1

Chapecoense: 2020

#### Competizioni nazionali
- Campeonato Brasileiro Série B: 1

Chapecoense: 2020